# ماركوس دينيز
ماركوس دينيز (Marcus Diniz) ، (فيرونا، 1 أغسطس 1987) ، لاعب كرة قدم برازيلي.
و قد بدأ مسيرته الكروية مع نادي إيه سي ميلان في عام 2007 بعدما انتقل من شباب نادي كاكياس البرازيلي، وهو يلعب الآن لفرق ليفورنو على سبيل الإعارة.

## روابط خارجية
- ماركوس دينيز على موقع قاعدة بيانات كرة القدم.إي يو (الإنجليزية)
- ماركوس دينيز على موقع Soccerway.com (الإنجليزية)
- ماركوس دينيز على موقع عالم كرة القدم.نت (الإنجليزية)
- ماركوس دينيز على موقع كووورة